# Обсерватория Китами
Обсерватория Китами — астрономическая обсерватория, основанная в 1987 году в Китами (город), Япония. Обсерватория входит в состав регионального музея науки, истории и искусства Китами. В этом же комплексе есть и планетарий. В обсерватории работали любители астрономии Ацуси Такахаси и Кадзуро Ватанабэ, которые сделали множество открытий астероидов.

## Инструменты обсерватории
- 20-см телескоп

## Направления исследований
- Поиск новых астероидов
- Астрометрия астероидов и комет

## Основные достижения
- Открыто 668 астероидов (1987—2008 гг)[1]
- Было опубликовано 10456 астрометрических измерений в базе данных MPC (1987—2011 гг)[2]

## Известные сотрудники
- Ацуси Такахаси
- Кадзуро Ватанабэ